# 江西五十铃
江西五十铃汽车有限公司（简称：江西五十铃，英文缩写ISUZU、JIM），是一间总部位于中国江西省南昌市的汽车制造公司，是五十铃与江铃汽车集团的合资企业，它专注于为中国市场生产和销售五十铃皮卡皮卡、轻卡；兄弟公司江西五十铃发动机有限公司注于为中国市场生产和销售五十铃发动机。
该司前身为在1984年引入日本五十鈴技術生產的江西汽車製造廠，1993年江西汽车制造厂与日本五十铃汽车株式会社、伊滕忠商社合资组建江铃五十铃汽车有限公司。

## 历史
- 1984年，江铃在国内率先引进日本五十铃技术工艺，并利用成熟的五十铃技术产出国内第一辆具有国际先进水平的五十铃皮卡。[5]
- 1985年3月，与日本五十铃汽车株式会社双方签署正式合同：以技术引进、技贸结合方式引进日本五十铃公司NHR542双排座1.25吨轻型汽车。江西汽车制造厂以CKD起步引进开发江西五十铃双排座轻型卡车，6月18日第一辆江铃N系列轻卡正式下线。[6]
- 1993年4月18日，江铃五十铃汽车有限公司正式成立。公司注册资本2000万美元。江西汽车制造厂持有75%股权、日本五十铃公司、伊藤忠商社各持有12.5%股权。合作协议长达20年。[7]
- 2012年江铃集团与五十铃于达成重组协议，江铃五十铃汽车有限公司重组为江西五十铃汽车有限公司，同时新设江西五十铃发动机有限公司；重组后的两家子公司均由江铃集团和日本五十铃公司各占50%股份，并于2014年投入产能。[7][1]